# Селма (Индијана)
Селма (енгл. Selma) град је у америчкој савезној држави Индијана.

## Демографија
По попису из 2010. године број становника је 866, што је 14 (-1,6%) становника мање него 2000. године.
| Група             | 2000.       | 2010.       |
| Белци             | 860 (97,7%) | 837 (96,7%) |
| Афроамериканци    | 5 (0,6%)    | 6 (0,7%)    |
| Азијати           | 0 (0,0%)    | 2 (0,2%)    |
| Хиспаноамериканци | 3 (0,3%)    | 8 (0,9%)    |
| Укупно            | 880         | 866         |